# Ottaviano Rossi
Ottaviano Rossi (1952) è un politico sammarinese.
È stato Capitano reggente dal 1º aprile 1990 al 1º ottobre 1990, in coppia con Adalmiro Bartolini. È stato esponente del Partito Democratico Cristiano Sammarinese.